# جون أرشيبالد ووكر
جون أرشيبالد ووكر هو سياسي كندي، ولد في 8 فبراير 1890، وتوفي في 22 نوفمبر 1977. انتخب عضو مجلس نواب نوفا سكوتيا.